# Otto Neunhoeffer
Otto Neunhoeffer (* 17. Oktober 1904 in Stuttgart; † 2. Oktober 1998 in Berlin) war ein deutscher Chemiker und Hochschullehrer.

## Leben
Als Sohn eines Augenarztes absolvierte er das humanistische Gymnasium und studierte an der Technischen Hochschule Stuttgart Chemie. 1930 wurde er mit der Dissertation zum Thema „Ueber die Isomeriemöglichkeiten beim Dicyclohexyl“ promoviert. Neunhoeffer wurde 1933 Dozent an der Universität Greifswald und wechselte 1935 an das vereinigte Organisch-Chemische Institut der Universität und der Technischen Hochschule Breslau, wo er 1941 Professor für organische Chemie wurde. Am 7. Juli 1937 beantragte er die Aufnahme in die NSDAP und wurde rückwirkend zum 1. Mai desselben Jahres aufgenommen (Mitgliedsnummer 5.009.841). 1945 wurde Otto Neunhoeffer Hauptreferent und 1952 Direktor am Institut für organische Chemie der Humboldt-Universität Berlin. 1960 musste er die DDR verlassen, um einer drohenden Verhaftung zu entgehen. Danach lehrte und forschte er an der Universität des Saarlandes, Saarbrücken.
In den 1950er Jahren experimentierte Otto Neunhoeffer mit dem Ordinarius für Lichttechnik und physikalische Elektronik an der Universität Karlsruhe, Paul Schulz, an Halogenmetalldampflampen, konnte jedoch keinen kommerziellen Erfolg erzielen.
Otto Neunhoeffer beschäftigte sich in späteren Jahren intensiv mit der Krebs-Diagnostik und konnte u. a. nachweisen, dass Krebskranke im Harn pathologisch vermehrt Hydroxylaminverbindungen ausscheiden, die durch Stoffwechselentgleisungen entstehen.
Seit 1959 war er korrespondierendes und seit 1969 auswärtiges Mitglied der Akademie der Wissenschaften der DDR.
Otto Neunhoeffer war Vater des Chemikers Hans Neunhoeffer. Seine mittlerweile verwaiste Grabstätte befindet sich auf dem Parkfriedhof Neukölln.

## Schriften
Neunhoeffer publizierte 92 Artikel in internationalen Fachzeitschriften, war an 16 Patenten beteiligt und war Autor von 6 chemischen Fachbüchern.